# The Infinite Steve Vai: An Anthology
The Infinite Steve Vai: An Anthology è una raccolta del chitarrista statunitense Steve Vai pubblicata nel 2003. Questo album, in due dischi, spazia all'interno di tutta la carriera solista di Vai e comprende le migliori tracce della maggior parte dei suoi album, tra cui Fire Garden, Passion and Warfare, Alien Love Secrets e The Ultra Zone. Sono presenti anche le due tracce "Kittens Got Claws" e "Lighter Shade of Green", relative al periodo che Vai ha trascorso rispettivamente con i Whitesnake e gli Alcatrazz. L'ordine delle canzoni nell'album non rispecchia cronologicamente la carriera di Vai.

## Tracce
Tutte le tracce scritte da Steve Vai, eccetto dove indicato.

### Disco uno
1. Liberty – 2:04
2. Die to Live – 3:53
3. The Attitude Song – 3:22
4. Salamanders in the Sun – 2:25
5. The Animal – 4:02
6. The Riddle – 6:26
7. For the Love of God – 6:03
8. Bangkok (Björn Ulvaeus, Tim Rice) – 2:46
9. Fire Garden Suite: Bull Whip/Pusa Road/Angel Food/Taurus Bulba – 9:56
10. Ya-Yo Gakk – 2:54
11. Blue Powder – 4:44
12. Bad Horsie – 5:52
13. Tender Surrender – 5:05
14. All About Eve – 4:38
15. Dyin' Day – 4:29
16. The Blood & Tears – 4:25
17. The Silent Within – 5:00

### Disco due
1. Feathers – 5:11
2. Frank – 5:08
3. Boston Rain Melody – 4:39
4. Kittens Got Claws (David Coverdale, Adrian Vandenberg) – 4:59
5. Lighter Shade of Green – 0:47
6. Giant Balls of Gold – 4:45
7. Whispering a Prayer – 8:47
8. Jibboom – 3:45
9. Windows to the Soul – 6:26
10. Brandos Costumes (Gentle Ways) – 6:05
11. The Reaper – 3:26 (From Bill & Ted's Bogus Journey)
12. Christmas Time Is Here (Vince Guaraldi, Lee Mendelson) – 4:21
13. Essence – 5:51
14. Rescue Me or Bury Me – 8:26
15. Burnin' Down the Mountain – 4:21